# Rodzina planetoidy Karin
Rodzina planetoidy Karin – jedna z rodzin planetoid z pasa głównego będąca częścią rodziny planetoidy Koronis. Obecnie znanych jest 39 przedstawicielek tej rodziny, z których najważniejszym obiektem jest planetoida (832) Karin.
Dwie największe planetoidy należące do tej rodziny mają średnice 19 i 14 km, natomiast rozmiary pozostałych obiektów zawierają się w przedziale od 2 do 7 km. Uwzględniając obecne orbity wszystkich planetoid z tej rodziny wyliczono, że rodzina Karin ma tylko 5,8 ± 0,2 miliona lat. W porównaniu z innymi rodzinami jest więc bardzo młoda. Wyliczenia te posłużyły też do określenia rozmiarów obiektu macierzystego, którym była planetoida o średnicy ok. 24,5 kilometra. Blisko 6 milionów lat temu została ona trafiona przez inną planetoidę o średnicy 3 km, poruszającą się ze względną prędkością 5 km/s.